# Taguahelix crispata
Taguahelix crispata är en snäckart som beskrevs av Frank Climo och James Frederick Goulstone 1993. Taguahelix crispata ingår i släktet Taguahelix och familjen punktsnäckor. Inga underarter finns listade i Catalogue of Life.